# Surinaamse Wielren Unie
De Surinaamse Wielren Unie (SWU) is de officiële sportbond voor de wielersport in Suriname. De unie is gevestigd in Paramaribo en is aangesloten bij het Surinaams Olympisch Comité, de Confederación Panamericana de Ciclismo en de Internationale Wielerunie.
De SWU werd op 7 juni 1952 opgericht onder de naam Surinaamse Wielrenners Bond. Later werd de naam veranderd. Een jaar naar oprichting bestond het bestuur uit voorzitter Phedor Emanuels, secretaris Jacques Stuger, penningmeester Harold Heath en de commissarissen W. Axwijk, Brewster, Lieuw-Choy en Olga Sumter. Er werd een onderverdeling gemaakt tussen A- en B-rijders en daarnaast was er een damesafdeling. De eerste verenigingen die aangesloten waren, waren Atoomsprinters, Elvedo, Rambler en Smoko.